# Anna Iwanowna Boltunowa
Anna Iwanowna Boltunowa (russisch Анна Ивановна Болтунова; * 10. Junijul. / 23. Juni 1900greg. im Dorf Dmitrijewka, Ujesd Busuluk; † 1991 in Moskau) war eine sowjetische Altertumsforscherin und Hochschullehrerin.

## Leben
Boltunowas Vater war Agronom und bewirtschaftete 1200 Dessjatinen ererbtes Land. Nach der Oktoberrevolution arbeitete er in der Ujesd-Verwaltung und starb 1921 an der Cholera. Sie besuchte das Busuluker Mädchengymnasium (Abschluss 1917 mit Goldmedaille) und danach noch das II. Mädchengymnasium in Samara. 1918 begann sie das Studium an der neuen Staatlichen Universität Samara in der Historisch-Philologischen Fakultät. Gleichzeitig arbeitete sie als Landarbeiterin und Bibliothekarin des Metallarbeiter-Klubs. Im Januar 1920 wurde sie Bibliothekarin im Kabinett für Geschichte des Altertums der Universität Samara.
Im selben Jahr wechselte Boltunowa an die Universität Petrograd in die Historische Fakultät und studierte Altertumswissenschaft bei Sergei Schebeljow. Sie schuf eine Übersetzung des platonischen Dialoges Kleitophon, zu der sie Kommentare verfasste und die sie als Diplom-Arbeit für den Abschluss des Studiums 1922 benutzte. Gleichzeitig arbeitete sie als Sachbearbeiterin in der Petrograder Verwaltung. Ab Mai 1921 bearbeitete sie im Institut für Archäologie-Technologie Funde aus Olbia und Pantikapaion.
Boltunowa heiratete 1923 den Kunsthistoriker Schalwa Amiranaschwili, mit dem sie nach Tiflis ging. Dort studierte sie bei Grigol Zereteli altgriechische Literaturgeschichte und altgriechische erotische Romane. Sie untersuchte hellenistische Papyri. 1928–1930 war sie Aspirantin am Lehrstuhl für Klassische Philologie der Universität Tiflis. Ab 1931 war sie wissenschaftliche Mitarbeiterin im Heimatkunde-Kabinett der nach den 26-Baku-Kommissaren benannten Transkaukasischen Kommunistischen Universität und dann im Institut für Kaukasuskunde der Transkaukasischen Filiale der Akademie der Wissenschaften der UdSSR (AN-SSSR). Sie nahm an archäologischen Expeditionen im Kolchis-Tiefland bei Poti teil. Ab 1933 arbeitete sie im Komitee für den Schutz der Kulturdenkmäler und in der Georgischen Filiale der AN-SSSR mit.
1935 wurde Boltunowa Aspirantin am Leningrader Institut für Linguistik der AN-SSSR. Im Mai 1936 wurde sie in die Aspirantur der Leningrader Abteilung des Instituts für Geschichte (LOII) der AN-SSSR versetzt. Am 5. März 1937 verteidigte sie ihre Dissertation über das südöstliche Schwarzmeergebiet und Rom im 1. Jahrhundert n. Chr. mit Erfolg für die Promotion zur Kandidatin der historischen Wissenschaften. Ihre Opponenten waren Sergei Schebeljow und Sergei Kowaljow. Sie war nun Mitarbeiterin der LOII und erforschte die Geschichte von Kolchis während der Antike. Ab 1937 lehrte sie an der Universität Leningrad in der Historischen Fakultät und 1940–1941 auch am Leningrader Pädagogischen Herzen-Institut.
Während des Deutsch-Sowjetischen Kriegs mit Leningrader Blockade wurde Boltunowa mit der LOII evakuiert und lehrte an der Universität Woronesch. Im Herbst 1943 wurde sie nach Moskau berufen, um die Arbeit an der vielbändigen Weltgeschichte fortzuführen.
Ab 1950 arbeitete Boltunowa im Moskauer Institut für Archäologie der AN-SSSR. Sie nahm an der Arbeit der Expedition am unteren Don des Instituts für Archäologie und des Rostower Oblast-Heimatmuseums teil und leitete die Ausgrabungen in Tanais.
Ein Forschungsschwerpunkt Boltunowas war die Regierungs- und Verwaltungsorganisation des Bosporanischen Reichs. Das Bosporanische Reich (lateinisch Regnum Bospori) war ein antikes hellenistisches Königreich, das sich im 5. Jahrhundert v. Chr. aus den griechischen Kolonien im nördlichen Schwarzmeergebiet und an den Küsten des Asowschen Meeres gebildet hatte. Das Zentrum war die Straße von Kertsch, die von den Alten Griechen Kimmerischer Bosporus genannt wurde zur Unterscheidung vom Thrakischen Bosporus. Auch war sie an der Erstellung des Textkorpus der Inschriften des Bosporanischen Reichs beteiligt.

## Werke (Auswahl)
- Zur Entwickelungsgeschichte des griechischen erotischen Romans. Известия Тифлисского гос. Ун-та. Tiflis 1928.
- Un camée antique à Tiflis. Revue archéologique. Paris 1931.
- Zwei Henkel eines silbernen Gefäßes aus Muchetha. Archäologischer Anzeiger. Berlin 1934.

## Ehrungen
- Medaille „Für die Verteidigung Leningrads“
- Medaille „Für heldenmütige Arbeit im Großen Vaterländischen Krieg 1941–1945“